# Vandet Sø
Vandet Sø ligger i Thy nordvest for Thisted ved Vester Vandet. En del af søen ejes af staten, mens den øvrige del er privatejet.
Oplandet øst for søen anvendes fortrinsvis til landbrugsdrift, mens de øvrige arealer rundt om søen fortrinsvis er beplantet med nåleskov.
Vandet Sø modtager vand fra Rind Bæk og Skadekær Bæk. Søen har afløb mod nordvest gennem Klitmøller Å til Vesterhavet.
DR Nyheder skrev den 18. april 2007: "Danmark har fået en ny sø. Vandmasserne efter forårets regn har omformet landskabet i Thy og dannet en helt ny sø på Danmarkskortet sydøst for Vandet Sø."
Vandet Sø er en del af Hanstholm-reservatet og den  og dens omgivelser blev i 2008 en del af Danmarks første nationalpark, Nationalpark Thy. Den er en del af Natura 2000-område 24: "Hanstholm-reservatet, Hanstholm Knuden, Nors Sø og Vandet Sø" og er et habitatområde. 

## Særlig flora og fauna
Vandet sø har en helt særlig og usædvanligt rig og varieret flora og fauna. Dels er det en lobeliesø, men en undersøgelse af vegetationen i Vandet Sø foretaget af Viborg Amt i 2002 godtgjorde, at søen rummer 38 forskellige arter af undervandsplanter. Det er det største antal fundet i nogen dansk sø. Der blev også fundet den meget sjældne Liden Najade, som ellers kun kendes fra Nors Sø herhjemme, men det lader til at den er forsvundet fra Vandet Sø de seneste år. Søen har en fin fiskebestand, domineret af gedde, aborre, skalle og ål. Desuden forekommer helt, hork og hundestejle.
Tilstanden i Vandet Sø er under forandring pga. kraftig tilførelse af næringsstoffer, fra især landbrug og delvist fugleekskrementer. Næringsstofferne giver øget algevækst og skygger for de sårbare planters fotosyntese og nye rodskud får svært ved at trænge frem. Andre planter får øgede vækstbetingelser og vil med tiden udkonkurrere de nuværende sjældne arter. Badeaktiviteter forværrer situationen, da sediment hvirvles op fra bunden og ligeledes skygger og skaber øget algevækst i vandsøjlen. Prognosen for Vandet Sø er - sammen med flere klare søer i området - pt. vurderet ugunstig, ifølge Naturstyrelsen (2011).